# 225 Henrietta
A 225 Henrietta egy kisbolygó a Naprendszerben. Johann Palisa fedezte fel 1882. április 19-én.